# اقتصاد آموزش

## آموزش به عنوان سرمایه‌گذاری
در کنار سرمایه فیزیکی، علم اقتصاد نوع دیگری از سرمایه، که کم‌اهمیت تر از ابزارهای تولید نیست، یعنی سرمایه انسانی، را به رسمیت می‌شناسد. با سرمایه‌گذاری در سرمایه انسانی، از جمله در آموزش، سه پیامد عمده اقتصادی را می‌توان انتظار داشت: 
- افزایش هزینه‌ها، چرا که تجمع سرمایه انسانی نیازمند سرمایه‌گذاری است، همان‌طور که سرمایه فیزیکی چنین الزامی دارد،
- افزایش سطح تولید، چرا که افراد به توانایی‌هایی دست می‌یابند که آنان را قادر می‌سازد بیشتر تولید کنند، و در نتیجه،
- بازگشت سرمایه، در قالب درآمدهای بالاتر.

### هزینه‌های سرمایه‌گذاری
سرمایه‌گذاری در سرمایه انسانی دربرگیرنده یک هزینه سرمایه‌گذاری است، دقیقاً همانگونه که هر سرمایه‌گذاری دیگری چنین الزامی دارد. در کشورهای اروپایی معمولاً بخش عمده بودجه آموزش در قالب هزینه‌های دولتی مصرف می‌شود، هر چند که بخشی از هزینه‌ها نیز توسط اشخاص تأمین می‌شود. این هزینه‌ها می‌توانند بسیار سنگین باشند. در سال ۲۰۰۵ میلادی، دولت‌های عضو اتحادیه اروپا بین %۳ تا %۸ تولید ناخالص داخلی (GDP) خود را در زمینه آموزش هزینه کرده‌اند و متوسط این هزینه %۵ بوده‌است. در عین حال، اندازه‌گیری بودجه آموزشی صرفاً به این روش به نحو چشمگیری هزینه‌های واقعی را کمتر برآورد می‌کند چرا که یک شکل نامحسوس تر هزینه‌ها را به‌طور کلی نادیده می‌گیرد: هزینه فرصت حقوق‌های دریافت نشده، چرا که دانشجویان نمی‌توانند هم‌زمان با تحصیل کار کنند. این‌گونه برآورد شده‌است که هزینه کل آموزش، شامل هزینه فرصت، تا دوبرابر هزینه‌های مستقیم است. با در نظر گرفتن هزینه فرصت، متوسط هزینه آموزش در کشورهای عضو اتحادیه اروپا در سال ۲۰۰۵ تا حدود %۱۰ تولید ناخالص داخلی (GDP) برآورد می‌شود. برای مقایسه، سرمایه‌گذاری در سرمایه فیزیکی %۲۰ تولید ناخالص داخلی (GDP) بوده‌است. بنابراین، این دو نوع سرمایه‌گذاری تقریباً دارای ابعاد مشابه هستند.

### بازگشت سرمایه

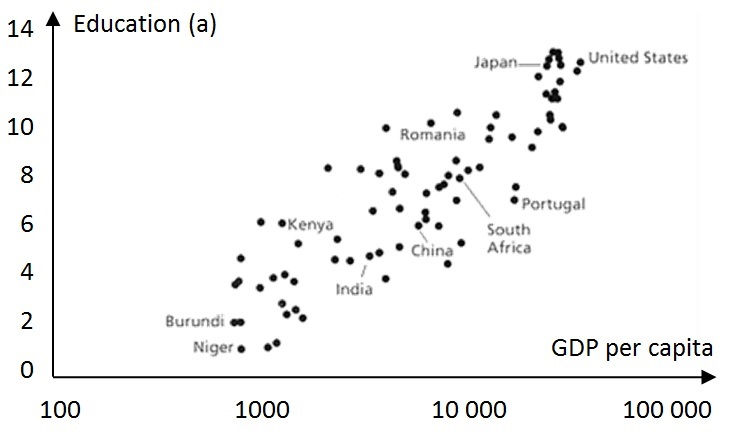
متوسط تعداد سال‌های تحصیل بر حسب تولید ناخالص داخلی سرانه (بر حسب دلار آمریکا - سال 2005)

سرمایه انسانی در شکل آموزش، مشخصات مشترک بسیاری با سرمایه فیزیکی دارد. هر دوی آن‌ها برای به وجود آمدن نیاز به سرمایه‌گذاری دارند، و وقتی که به وجود آمدند، هر دو دارای ارزش اقتصادی هستند. سرمایه فیزیکی دارای بازگشت است، چرا که افراد تمایل دارند برای استفاده از یک قطعه از سرمایه فیزیکی در کارشان هزینه پرداخت کنند چون این کار به آنان اجازه می‌دهد که خروجی بیشتری تولید کنند. برای سنجش ارزش تولیدی سرمایه فیزیکی، ما به سادگی می‌توانیم بسنجیم که چه میزان بازگشت در بازار به دنبال دارد. در خصوص سرمایه انسانی، محاسبه بازگشت پیچیده‌تر است. واضح است که ما نمی‌توانیم آموزش را از فرد جدا کنیم تا ببینیم ارزش پولی آن چقدر است. برای حل این مشکل، بازگشت سرمایه در سرمایه‌گذاری انسانی معمولاً به شکل تفاوت حقوق افراد با سطوح متفاوت آموزش تعریف می‌شود. Hall و Jones با استفاده از داده‌های بین‌المللی حساب کرده‌اند که به‌طور متوسط بازگشت آموزش برابر است با %۱۳٫۴ در سال برای اولین چهار سال مدرسه (کلاس‌های اول تا چهارم)، %۱۰٫۱ در سال برای چهار سال بعدی مدرسه (کلاس‌های پنجم تا هشتم) و %۶٫۸ برای هر سال مدرسه بعد از کلاس هشتم. بنابراین، فردی با ۱۲ سال تحصیلات می‌تواند انتظار داشته باشد که ۳٫۱۶۱ برابر فردی بدون هر گونه سابقه تحصیل درآمد داشته باشد.

### تأثیرات بر روی بهره‌وری

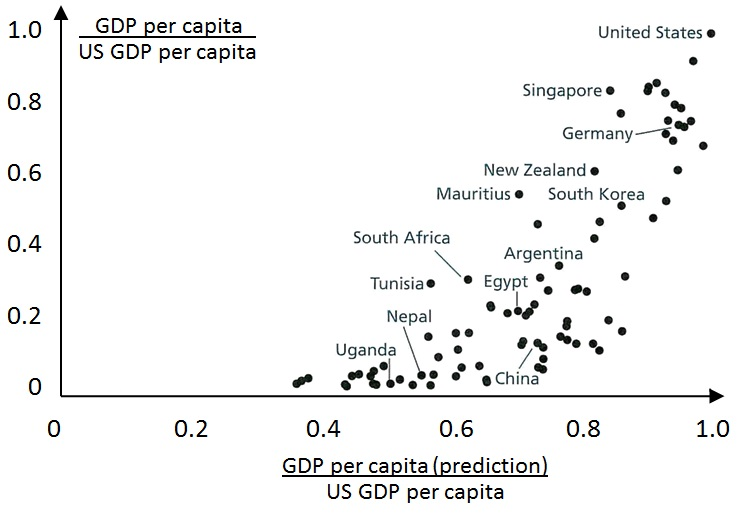
مقدار پیش‌بینی شده تولید ناخالص داخلی سرانه برای یک کارگر در مقایسه با مقدار واقعی آن. این شکل نشان می دهد که چه قدر تولید ناخالص داخلی سرانه یک کشور با توجه به اطلاعات مربوط به تعداد سال‌های متوسط تحصیلات بالاتر خواهد بود.

در کل اقتصاد، برآورد شده‌است که تأثیر سرمایه انسانی بر روی درآمدها قابل توجه است: %۶۵ حقوق پرداخت شده در کشورهای توسعه یافته، پرداخت برای سرمایه انسانی و تنها %۳۵ برای نیروی کار غیرمتخصص است. سطح بالاتر تولید نیروی کار بهتر آموزش دیده یکی از عواملی است که علت تولید ناخالص داخلی بیشتر، و در نتیجه سطوح بالاتر درآمد، در کشورهای توسعه یافته را آشکار می‌سازد. همان‌طور که در شکل سمت چپ بالا دیده می‌شود، یک همبستگی قوی بین تولید ناخالص داخلی و آموزش به خوبی در کشورهای جهان قابل مشاهده است. در عین حال، دقیقاً مشخص نیست که چه میزان از یک تولید ناخالص داخلی بالا مرتبط با آموزش است. چرا که این احتمال هم وجود دارد که کشورهای ثروتمند این توانایی را دارند که هزینه بیشتری برای آموزش بپردازند.

برای تمایز قائل شدن بین بخشی از تولید ناخالص داخلی که مرتبط با آموزش است و سایر عوامل مؤثر، Weil محاسبه کرده‌است که بر مبنای داده‌های مربوط به سطح متوسط تحصیلات تا چه میزان می‌توان انتظار داشت که تولید ناخالص داخلی یک کشور بالاتر باشد. این محاسبات بر محاسبات Hall و Jones در زمینه بازگشت آموزش، که در بالاتر به آن‌ها اشاره شد، مبتنی بوده‌است. تولید ناخالص داخلی پیش‌بینی شده توسط محاسبات Weil را می‌توان بر حسب تولید ناخالص داخلی واقعی رسم کرد، همانگونه که در شکل سمت چپ نشان داده شده‌است. این شکل نشان می‌دهد که تغییرات سطح آموزش علت برخی از تغییرات تولید ناخالص داخلی، و نه همه آن، را نشان می‌دهد.

و در نهایت، موضوع اثرات جانبی نیز باید در نظر گرفته شود. معمولاً زمانی که از اثرات جانبی صحبت می‌شود، ذهن به سمت آثار منفی فعالیت‌های اقتصادی که در قیمتهای بازار منظور نشده‌اند، مانند آلودگی محیط زیست، معطوف می‌شود. این‌ها اثرات جانبی منفی هستند. در عین حال، اثرات جانبی مثبت هم وجود دارند، یعنی افراد می‌توانند از آثار مثبت برخی از پدیده‌ها بهره‌مند شوند بدون آنکه برای آن بهایی بپردازند. آموزش، اثرات جانبی مثبت عمده‌ای را با خود به همراه می‌آورد: ارائه آموزش بیشتر به یک فرد نه تنها خروجی او را افزایش می‌دهد، بلکه باعث افزایش خروجی اطرافیان او نیز می‌شود. کارگران آموزش دیده می‌توانند فناوریها، روش‌ها و اطلاعات جدیدی را در معرض دید دیگران قرار دهند. آنان می‌توانند چیزهایی را به دیگران آموزش دهند و به عنوان یک الگو برای آنان عمل کنند. اثرات جانبی مثبت آموزش شامل آثار شبکه‌های فردی و نقشی که کارگران آموزش دیده در آن‌ها ایفا می‌کنند می‌شود.
اثرات جانبی مثبت حاصل از سرمایه انسانی یکی از دلایلی است که دولت‌ها در امر آموزش دخالت می‌کنند. اگر مردم به حال خودشان واگذاشته شوند، آنان همه منافع اجتماعی آموزش، یا به عبارت دیگر افزایش خروجی و درآمدهای سایرین، را در نظر نخواهند گرفت. در نتیجه، سطحی از آموزش که آنان برای به دست آوردن انتخاب می‌کنند پایین‌تر از سطح بهینه اجتماعی خواهد بود.

## بازدهی آموزش
بر اساس یک پژوهش علمی بازدهی آموزش در ایران بین سال های 1387 و 1392 تقریبا 9% میباشد. بازدهی در مناطق روستایی 10% و در مناطق شهری 7.8% است..

## تقاضا برای آموزش

### رویکردهای لیبرال
مدل غالب تقاضا برای آموزش مبتنی بر نظریه سرمایه انسانی است. ایده اصلی آن است که اشتغال به آموزش، سرمایه‌گذاری در کسب مهارت‌ها و دانشی است که درآمدها را افزایش می‌دهد یا منافع درازمدتی را، از قبیل فهم بهتر نسبت به ادبیات (که گاهگاهی سرمایه فرهنگی نامیده می‌شود)، فراهم می‌آورد.  یک افزایش در سرمایه انسانی می‌تواند به دنبال پیشرفت فنی روی دهد، چرا که نیروهای ماهر به خاطر مهارت‌هایشان، چه به صورت فهم فرایندهای تولیدی و چه به صورت کاربری ماشین آلات، مورد نیاز خواهند بود. در سال ۱۹۵۸ میلادی مطالعاتی انجام شده‌است تا بازگشت ناشی از آموزش بیشتر (درصد افزایش درآمد ناشی از یک سال آموزش بیشتر) محاسبه شود. نتایج بعدی نشان دهنده بازگشت‌های متفاوت برای افراد مختلف یا سطوح متفاوت آموزش بودند.

آمارها نشان داده اندکه همه کشورهایی که دارای نرخهای بالای ثبت نام و فارغ‌التحصیلی بوده‌اند سریعتر از کشورهای فاقد چنین نرخهایی رشد کرده‌اند. ایالات متحده در عرصه جهانی پیشتاز پیشرفتهای آموزشی بوده‌است، و این واقعیت با «جنبش دبیرستان» (high school movement) در سال‌های ۱۹۱۰ تا ۱۹۵۰ میلادی آغاز شد. همچنین، به نظر می‌رسد نوعی همبستگی بین تفاوت‌های جنسیتی در آموزش و سطح رشد وجود دارد: در کشورهایی که توزیع برابری از درصد زنان در برابر مردانی که از دبیرستان فارغ‌التحصیل شده‌اند وجود دارد، پیشرفت بیشتری نیز مشاهده می‌شود. با بررسی همبستگی موجود در داده‌ها، چنین به نظر می‌رسد که آموزش منجر به رشد می‌شود. در عین حال، این امکان هم وجود دارد که ما این رابطهٔ علت و معلولی را برعکس متوجه شده باشیم. به عنوان مثال، اگر آموزش به عنوان کالایی تجملاتی (لوکس) محسوب شود، آنگاه این احتمال وجود دارد که خانوارهای ثروتمند به دنبال کسب آموزش به عنوان نمادی از وضعیت اقتصادی خود باشند، و نه به عنوان وسیله‌ای که منجر به ثروت می‌شود.

البته پیشرفت آموزشی تنها عامل رشد اقتصادی نیست، چرا که این عامل تنها %۱۴ افزایش متوسط سالیانه بهره‌وری نیروی کار در دوره زمانی ۱۹۱۵ تا ۲۰۰۵ را توجیه می‌کند. به دلیل فقدان یک همبستگی چشمگیرتر بین تکمیل موفقیت‌آمیز تحصیل و رشد بهره‌وری، برخی از اقتصاددانان چنین اعتقاد دارند که در جهان امروز، بسیاری از مهارت‌ها و توانایی‌ها از طریق یادگیری در خارج از سیستم سنتی آموزش، یا به‌طور کلی در خارج از سیستم مدارس، به دست می‌آیند.

یک مدل جایگزین برای تقاضا برای آموزش، که معمولاً «نمایش» (screening) نامیده می‌شود، مبتنی بر نظریه اقتصادی سیگنالینگ (signaling) است. ایده اصلی آن است که تکمیل موفقت‌آمیز تحصیل، سیگنالی (نشانه‌ای) از توانمندی است.

### نقد مارکسیستی
هرچند که مارکس و انگلس در مورد کارکرد اجتماعی آموزش مطالب چندانی ننوشته‌اند، روش‌ها و مفاهیم آن دو از طریق این باور مارکس که «آموزش برای بازتولید جوامع سرمایه داری استفاده می‌شود»، مورد نظریه‌پردازی و نقد قرار می‌گیرند. مارکس و انگلس به مقوله دانش‌پژوهی از زاویه «دانش پژوهی انقلابی»، که در آن آموزش باید به عنوان یک ابزار تبلیغی برای مبارزه طبقه کارگر مورد استفاده قرار گیرد، پرداخته‌اند. گفتمان کلاسیک مارکسی به آموزش به این دیده که در خدمت سرمایه است می‌نگرد و به دنبال روش‌های آموزشی جایگزینی است که دانش آموزان و شهروندان را برای یک جایگاه پیشرفته تر سوسیالیستی در سازمان‌های اجتماعی آماده می‌سازد. مارکس و انگلس آموزش و وقت آزاد را به عنوان لازمهٔ تربیت انسان‌های آزاد و چندبعدی تلقی می‌کردند، در نتیجه، از نظر آنان آموزش باید بخش بنیادی تری از زندگی افراد باشد، نه مثل جامعه سرمایه‌داری که عمدتاً حول محور کار و تولید کالاها سازماندهی شده‌است.

## تأمین منابع مالی
در اغلب کشورها منابع مالی مورد نیاز برای آموزش در مدارس عمدتاً توسط دولت‌ها تأمین می‌شود. بودجه‌های عمومی نقش عمده‌ای هم در آموزش عالی بر عهده دارند. هرچند که دربارهٔ این اصل که آموزش، حداقل در سطح مدارس، باید عمدتاً توسط دولت‌ها تأمین مالی شود موافقت گسترده‌ای وجود دارد، بحث‌های قابل توجهی در مورد اینکه درصد مطلوب بودجه عمومی برای آموزش چقدر است هم جریان دارد. حامیان آموزش عمومی استدلال می‌کنند که بودجه عمومی فراگیر موجب ایجاد فرصت‌های برابر و همبستگی اجتماعی می‌شود. مخالفان آموزش عمومی طرفدار روش‌های جایگزین، از قبیل ارائه حواله‌های تخفیف شهریه، هستند.

### تأمین منابع مالی آموزش پیش دبستانی
در مقایسه با سایر مقاطع آموزش پایه، داده‌های مرتبط با تأمین منابع مالی آموزش پیش دبستانی، که در سطح جهانی قابل مقایسه باشند، بسیار کمیابند. در حالی که ممکن است اغلب برنامه‌های غیررسمی و خصوصی موجود به‌طور کامل مورد بررسی قرار نگرفته باشند، از میزان منابع مالی موجود می‌توان اینچنین استنباط کرد که منابع اختصاص یافته به این بخش، خصوصاً وقتی که منافع مورد انتظار از آن را در نظر گیریم، ناکافی هستند. در سطح جهانی، علی‌رغم آنکه تأثیر مثبت نگهداری و آموزش با کیفیت در سنین ابتدایی کودکی بر یادگیری بعدی و سایر فعالیت‌های اجتماعی آنان به خوبی مستندسازی شده‌است، آموزش پیش دبستانی کمترین میزان از کل بودجه عمومی اختصاص یافته به آموزش را دریافت می‌کند.

### تابع تولید آموزش
یک تابع تولید آموزش کاربرد مفهوم اقتصادی تابع تولید در زمینه آموزش است. این تابع ورودی‌های گوناگونی که فراگیری یک دانش آموز را تحت تأثیر قرار می‌دهد (مدارس، خانواده‌ها، دوستان، همسایگان و …) را به خروجی‌های اندازه‌گیری شده، از جمله موفقیت‌های بعدی در بازار کار، تحصیل در دانشگاه، نرخ فارغ‌التحصیلی، و بیشتر از همه، نمرات به دست آمده در آزمون‌های استانداردسازی شده، مرتبط می‌سازد. مطالعات اولیه‌ای که در نهایت منجر به ایجاد علاقه به مفهوم تابع تولید آموزش گردید توسط جامعه‌شناسی به نام James S. Coleman انجام شد. گزارش کلمن، که در سال ۱۹۶۶ منتشر شد، چنین نتیجه‌گیری می‌کرد که تأثیر حاشیه‌ای (نهایی)  ورودی‌های مختلف مدرسه بر موفقیت دانش آموز در مقایسه با تأثیر خانواده‌ها و دوستان اندک است. تحقیقات بعدی که توسط Eric A. Hanushek, Richard Murnane و سایراقتصاددانان انجام شد ساختار «تولید» را به فرایند مطالعه خروجی‌های یادگیری دانش آموزان وارد کرد. Hanushek و همکاران (۲۰۰۸) یک همبستگی بسیار شدید را بین «نرخ رشد تطبیق شده» و «نمرات امتحانی تطبیق شده» گزارش کردند.

تعداد زیادی از مطالعات پشت سر هم، که اقتصاددانان به‌طور فزاینده‌ای در آنان درگیر بودند، منجر به نتایج متناقضی در خصوص تأثیر منابع مدارس بر عملکرد دانش آموزان شد که این موجب بروز مناقشات زیادی در مباحث سیاستگذاری گردید. برداشتها از مطالعات مختلف بسیار مناقشه‌برانگیز بوده‌است، و بخشی از علت آن بود که یافته‌های این مطالعات مستقیماً بر مباحث سیاستگذاری تأثیر گذاشته‌اند. به‌طور ویژه، دو خط مجزای مطالعاتی به نحو گسترده‌ای مورد بحث قرار گرفته‌اند. این سؤال کلی که آیا افزایش اعتبارات مدارس می‌تواند موفقیت‌های بیشتری تولید کند (گفتمان "پول مهم نیست") وارد مباحث قانونگذاری و ملاحظات دادگاهی سیستم‌های مالی مدارس شده‌است. علاوه بر این، بحث‌های سیاستگذاری در خصوص کاهش جمعیت کلاس‌ها به بحث آکادمیک رابطه بین جمعیت کلاس و موفقیت دامن زد. 